# Тобі Донован
Тобі Донован (англ. Tobie Donovan;	нар. 11 червня 2002) — англійський актор і відеоблогер. Він відомий своєю роллю Айзека Гендерсона в серіалі Netflix «Коли завмирає серце» (2022–тепер).

## Життя
Донован з Бата. Він навчався у школі Ральфа Аллена. Захопився акторством у дитинстві та навчався в театрі Bath Academy.
Спочатку мав намір виступати в театрі, перш ніж перейти до кіно. Він пройшов прослуховування для серіалу від Netflix «Коли завмирає серце» через відкритий кастинг. Його обрали на роль Айзека Гендерсона, який виявляє, що він асексуал у другому сезоні. Під час знімання першого сезону Донован вів позакадровий відеоблог на YouTube. У 2022 році отримав срібну кнопку  YouTube за досягнення 100 000 підписників. Напарник Кіт Коннор дав Доновану камеру, щоб допомогти продовжити відеоблоги. У другому сезоні його персонаж ділиться сценами з Джеймсом Мак’юеном, якого грає Бредлі Річес.
Між першим і другим сезонами «Коли завмирає серце» Донован грав у «Paper Cut» у Park Theatre.